# Teatr Lobego we Wrocławiu
Teatr Lobego (niem. Lobe-Theater) – teatr działający w latach 1869–1945 we Wrocławiu przy Lessingstraße 8 (późniejszej ul. Dobrzyńskiej 21/23).

## Historia
Teatr powstał z inicjatywy Theodora Lobego, dyrektora ówczesnego Teatru Miejskiego (Stadttheater, później Opera Wrocławska) w pobliżu kościoła św. Maurycego. Jako teatr bulwarowy przeznaczony był do wystawiania utworów rozrywkowych takich jak np. komedie lub wodewile. Został zaprojektowany przez Friedricha Barchewitza w stylu neorenesansowym. Uroczysta inauguracja teatru odbyła się 2 sierpnia 1869 r. (wystawiono wówczas m.in. komedię Minna von Barnhelm, albo szczęście żołnierza G.E.Lessinga). Miał 1096 miejsc siedzących. W 1901 r. zastąpiono oświetlenie gazowe elektrycznym.
Szczyt świetności Teatr Lobego osiągnął w czasie, gdy jego dyrektorem w 1921 r. został Paul Barnay, odkrywca wielu talentów aktorskich (np. Marlene Dietrich) i reżyserskich (np. Max Ophüls). Jednak w 1933 r. Barnay, jako austriacki Żyd, został przez nazistów zmuszony do opuszczenia Niemiec, a teatr został w 1935 r. zamknięty decyzją policji.
Teatr Lobego był całkowicie zniszczony w czasie walk o Festung Breslau w 1945 r. wraz z większością otaczającej zabudowy. Po wojnie na jego miejscu został pusty plac, który został otoczony estakadami wybudowanymi w latach 1986–1988.